# Saint-Félix-de-Bannières
Saint-Félix-de-Bannières (también conocida por Saint-Félix) era una comuna francesa que estaba situada en el departamento de Lot, de la región de Occitania, que en 1806 pasó a formar parte de la comuna de Condat.

## Demografía
| Gráfica de evolución demográfica de Saint-Félix-de-Bannières entre 1793 y 1800 |
|                                                                                |

Los datos demográficos contemplados en este gráfico se han cogido de la página francesa EHESS/Cassini.